# Gioia Tauro
Gioia Tauro is een gemeente in de Italiaanse provincie Reggio Calabria (regio Calabrië) en telt 18.028 inwoners (31-12-2004). De oppervlakte bedraagt 39,0 km², de bevolkingsdichtheid is 486 inwoners per km².

## Demografie
Gioia Tauro telt ongeveer 5823 huishoudens. Het aantal inwoners daalde in de periode 1991-2001 met 3,9% volgens cijfers uit de tienjaarlijkse volkstellingen van ISTAT.
| Jaar | Inwoneraantal |
| ---- | ------------- |
| 1991 | 18.484        |
| 2001 | 17.762        |

## Haven
De haven met een grote containerterminal van Mediterranean Container Terminal (MCT) heeft een overslag van miljoenen containers per jaar (3,476,858 TEU's in 2013). Er zijn ook faciliteiten voor roroschepen.
De haven wordt aangedaan door containerschepen die varen voor onder andere MSC en Maersk. Gioia Tauro is een belangrijke hub voor het centrale gedeelte van de Middellandse Zee.

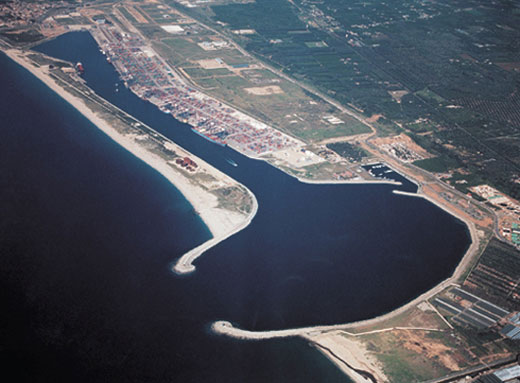
Zeehaven van Gioia Tauro
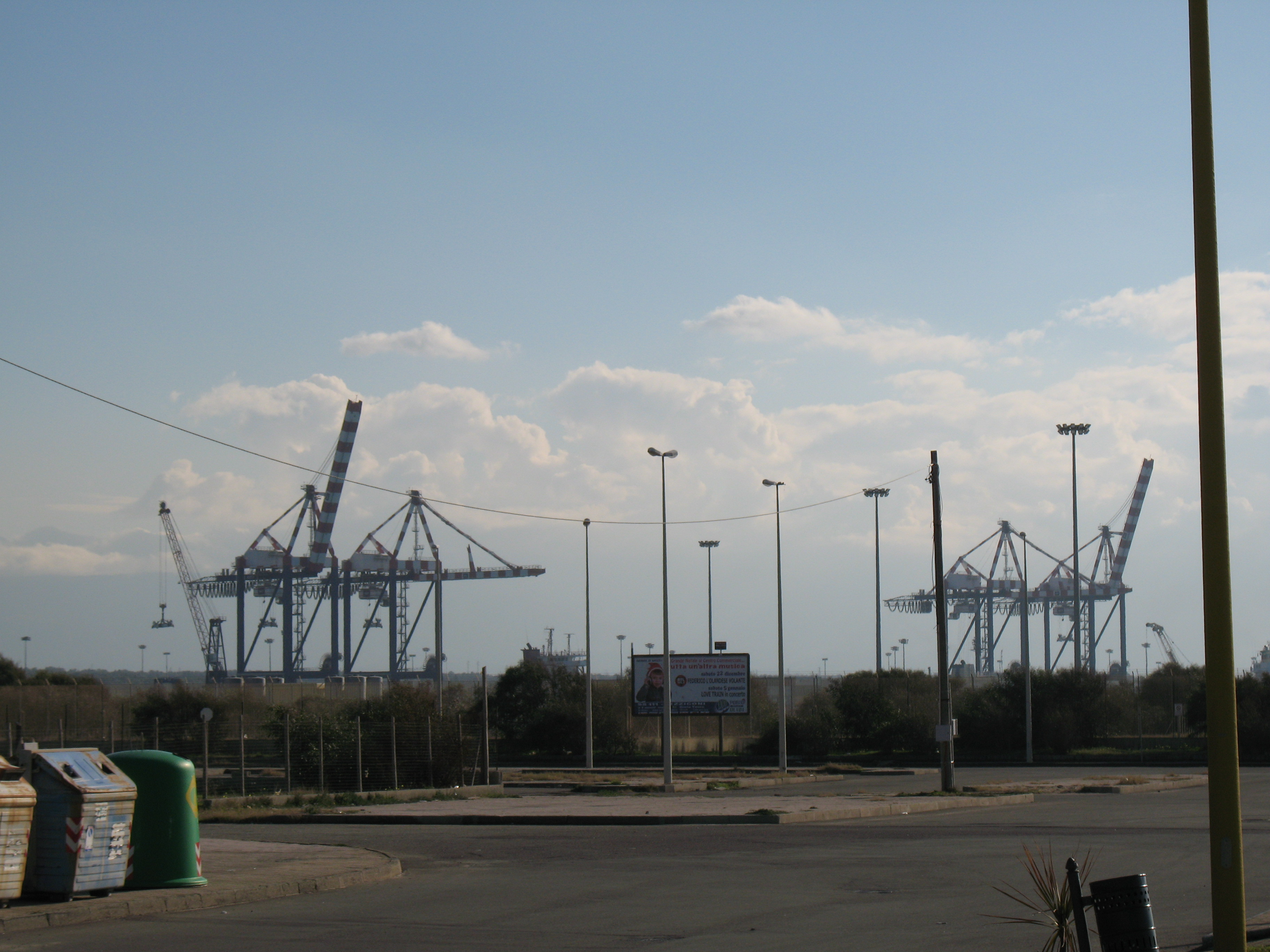
San Ferdinando

## Geografie
Gioia Tauro grenst aan de volgende gemeenten: Palmi, Rizziconi, Rosarno, San Ferdinando, Seminara.